# Pachygrapsus fakaravensis
Pachygrapsus fakaravensis är en kräftdjursart som beskrevs av M. J. Rathbun 1907. Pachygrapsus fakaravensis ingår i släktet Pachygrapsus och familjen ullhandskrabbor. Inga underarter finns listade i Catalogue of Life.